# Microscopi de llum polaritzada

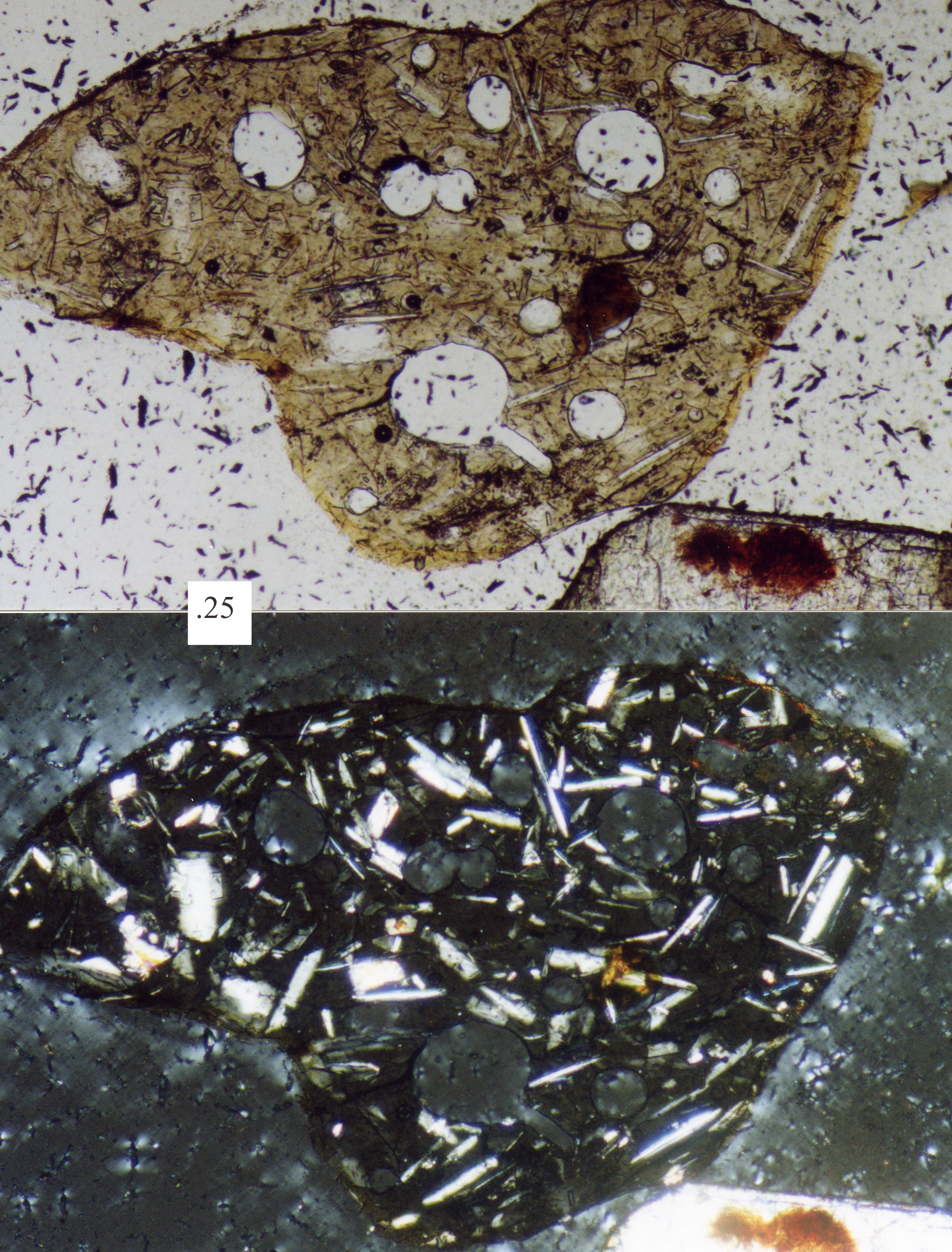
Les dues imatges microscòpiques amb els dos polaritzadors d'un fragment lític (gra de sorra) volcànic al microscopi petrogràfic.

Els microscopis de llum polaritzada o microscopi petrogràfic són microscopis als que se'ls ha afegit dos polaritzadors (un entre el condensar i la mostra i l'altre entre la mostra i l'observador), el material que s'usa és el cristall de quars i un cristall de Nicol que només deixen passar la llum que vibra en un únic pla (la llum polaritzada).
Els dos filtres del microscopi petrogràfic tenen els seus plans de polarització orientats perpendicularment una cap l'altre.
És un tipus de microscopi òptic que es fa servir en petrologia i en mineralogia òptica per identificar roques a minerals en secció fina. El mètode que es segueix es diu "microscòpia de llum polaritzada" (PLM).
Els microscopis petrogràfics es construeixen amb parts òptiques que no afegeixen efectes polaritzants indesitjats pels vidres, o polarització per reflexió en prismes i miralls. Aquestes parts especials afegeixen cost i complexitat al microscopi. Tanmateix es pot construir fàcilment un microscopi de "polarització simple" afegint barats filtres polaritzants afegits a un microscopi biològic estàndard.
Alguns compostos orgànics responen a l'efecte de la llum, aquests tenen un alt grau d'orientació molecular (substàncies anisòtropes), que fan que la llum que els travessa es pugui orientar en determinats plans vibratoris atòmics. El prisma Nicol permet el pas de la llum en un sol pla, de manera que el quars gira la posició de polarització, facilitant la identificació de substàncies que extingeixen la llum. El fenomen de l'extinció de llum causada per poder identificar més bé substàncies cristal·lines o fibroses (com el citoesquelet, substàncies amiloides, asbest, col·lagen, cristalls d'urat, queratina, sílice, i altres d'origen exogen.

## Cronologia
En el desenvolupament del microscopi petrogràfic hi ha algunes dates importants.
- 1823. Primers microscopis acromàtics.[6]
- 1824. Estudi de Fresnel sobre un microscopi acromàtic d'Alexandre-François Gilles (anomenat Selligue)[7]
- 1828. William Nicol inventa el prisma de Nicol.[8]
- 1830. Primeres làmines primes fetes per Nicol.[9]
- 1834. Primer microscopi veritablement acromàtic de Amici.
- 1844. Presentació del microscopi Amici a Londres.[10]
- 1844. Ecole de Mines obté un microscopi Amici